# Tunneltelt
Et tunneltelt er en moderne telttype, i grundprincippet opbygget af minimum to halvbuede teltstænger der sammen med teltdugen danner en tunnel. Der findes dog et-, to- eller tremandstelte der er bygget efter samme princip, med kun en halvbue. Der kan være både yder- og indertelt. Teltet sættes op med minimum en bardun i hver ende af tunnelen, som holder teltet oprejst og gør konstruktion meget stabil, når tunnelen står langs ad vindretningen. De stærkeste modeller bruges til arktiske ekspeditioner, blandt andet af Sirius-patruljen, som har udviklet deres eget telt.

## Eksterne links
- Wikimedia Commons har flere filer relateret til Tunneltelt

| Turisme | Spire Denne artikel om turisme er en spire som bør udbygges. Du er velkommen til at hjælpe Wikipedia ved at udvide den. |